# Alexandre Bobrinski
Le comte Alexandre Alexeïevitch Bobrinski (en russe : Александр Алексеевич Бобринский), né en 1823 à Saint-Pétersbourg, décédé en 1903 à Saint-Pétersbourg, est un homme politique et généalogiste russe qui fut membre du conseil secret (1870) et gouverneur civil de Saint-Pétersbourg du 12 janvier 1861 au 13 mars 1864.
C'était l'arrière-petit-fils de Catherine II, le beau-frère du comte Paul Chouvalov et du comte Pierre Chouvalov dont il épouse la sœur, Sophie (1829-1912), et le père du comte Alexeï Alexandrovitch Bobrinski (1852-1927), archéologue et homme politique russe.

## Biographie
Alexandre Alexeïevitch Bobrinski fait ses études à l'université impériale de Saint-Pétersbourg, dont il sort diplômé en 1846. Après ses études il est affecté au service de l'économie de la capitale de la Russie impériale. En 1855, il s'engage dans un corps de volontaires. Le 12 janvier 1861 Alexandre II le nomme gouverneur civil de Saint-Pétersbourg. Il occupe ce poste jusqu'au 13 mars 1864. De 1869 à 1872, il exerce la fonction de président de l'Assemblée de la noblesse de Saint-Pétersbourg.

## Décès et inhumation

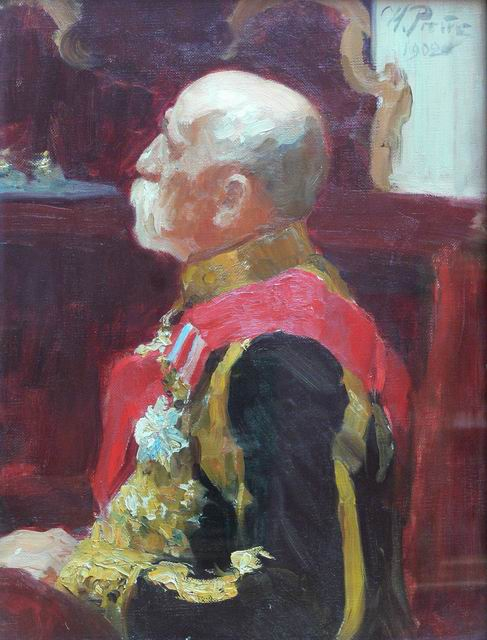
Le comte Bobrinski à une séance du conseil d'État en 1902 par Répine

Alexandre Alexeïevitch Bobrinski décéda en 1903 et fut inhumé au cimetière Nikolskoïe du monastère Alexandre-Nevski à Saint-Pétersbourg.